# تجمع بدو بين الجعار (المكلا)

تعديل مصدري - تعديل

تجمع بدو بين الجعار هي إحدى قرى عزلة المكلا بمديرية المكلا التابعة لمحافظة حضرموت، بلغ تعداد سكانها 30 نسمة حسب تعداد اليمن لعام 2004.